# Chiesa dell'Immacolata Concezione della Beata Vergine Maria (Suzzara)
La chiesa dell'Immacolata Concezione della Beata Vergine Maria è la parrocchiale di Suzzara, in provincia e diocesi di Mantova; fa parte del vicariato di Sant'Anselmo.

## Storia
In un documento del 1070 si legge che la pieve di Suzzara era compresa nella diocesi di Reggio Emilia, mentre fu aggregata a quella di Mantova al termine el XIII secolo. 
La primitiva chiesa del paese era situata nel castello e dedicata ai Santi Biagio e Cassiano; questo edificio venne demolito nel 1550 e sostituito da una nuova chiesa dedicata a San Biagio e situata nel centro del borgo.
Nella relazione della visita pastorale del 1593 del vescovo Francesco Gonzaga la chiesa è nominata con il titolo di Santi Biagio, Ippolito e Cassiano.
 Grazie alle Constitutiones synodales del 1610 si conosce che la chiesa era a capo di un vicariato che comprendeva anche e parrocchie di Sant'Ippolito di Suzzara, di San Giacomo Apostolo di Polesino, di San Michele Arcangelo di Brusatasso, di San Colombano di Riva di Suzzara, dalla parrocchia di San Nicolò di Tabellano e di San Benedetto di Torricella.
In un atto del 1793 si dice esplicitamente che la chiesa versava in condizioni non ottimali e che necessitava di una ricostruzione. Negli anni successivi si pensò di demolirla e riedificarla ex novo e questo progetto fu attuato poco dopo la metà dell'Ottocento: nel 1853 iniziarono su progetto di Antonio Arrivabene i lavori di costruzione dell'attuale parrocchiale, portata a termine l'anno successivo. La consacrazione venne impartita il 17 maggio 1863 dal vescovo Giovanni Corti.
L'edificio fu ristrutturato tra il 1953 ed il 1855 per volere dell'allora parroco don Luigi Cavagnari; in quell'occasione il vecchio altare maggiore venne sostituito con uno originariamente collocato nella parrocchiale di Pieve di Coriano. Nel 1963 la torre campanaria fu sopraelevata in modo da raggiungere l'altezza di settanta metri.
Nel 1967, con la riorganizzazione territoriale della diocesi, il vicariato di Suzzara fu soppresso ed aggregato a quello di Sant'Anselmo.

## Descrizione
La facciata è a salienti ed è caratterizzata dal portale timpanato da quattro lesene e da altrettante nicchie.
All'interno, che è a tre navate, si conservano una raffigurazione di San Longino, eseguita da un non meglio identificato Vandich, e gli affreschi novecenteschi di Alessandro dal Prato.